# Apostolo Zeno

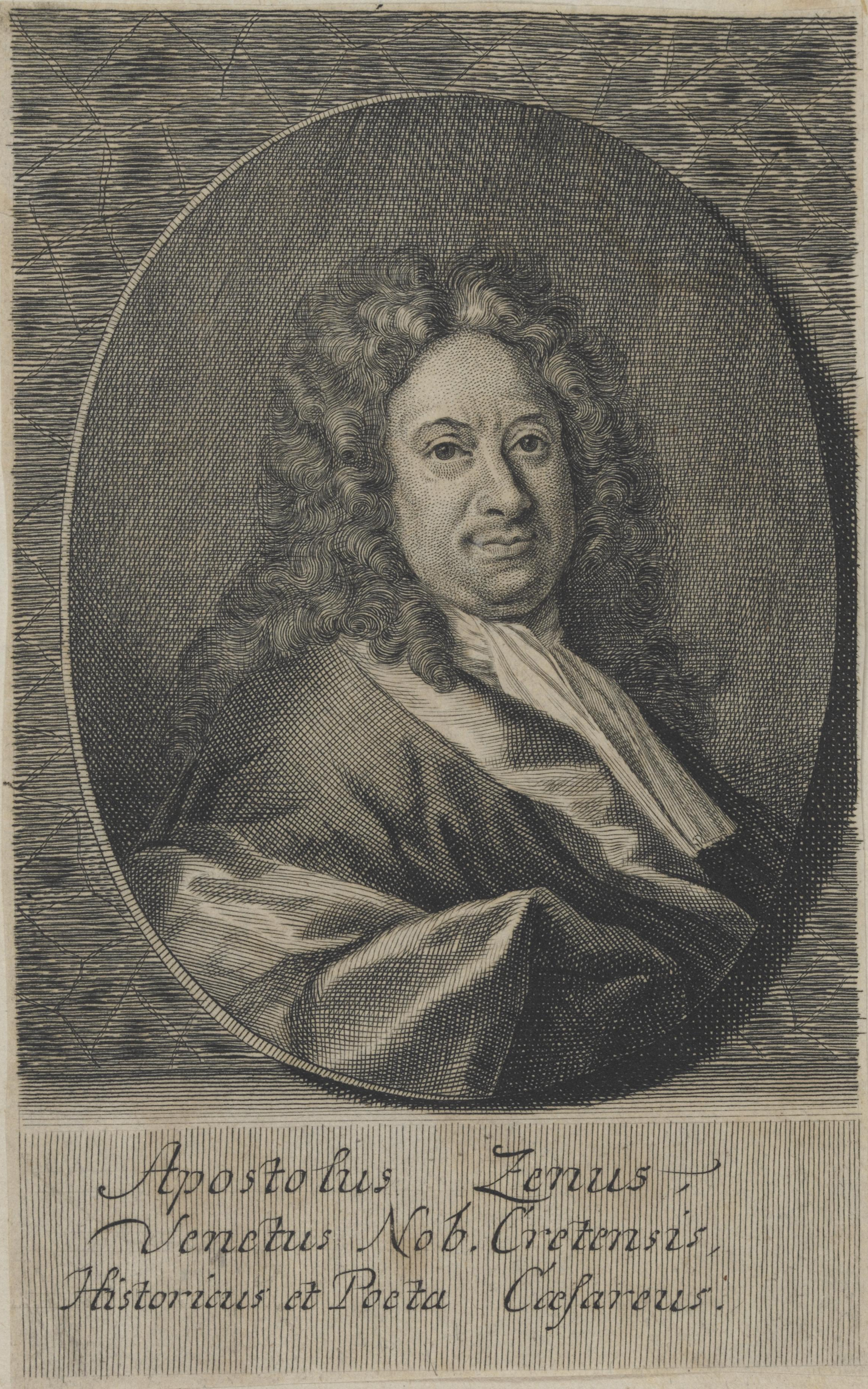
Apostolo Zeno

Apostolo Zeno (* 11. Dezember 1668 in Venedig; † 11. November 1750 ebenda) war ein italienischer Gelehrter, Dichter und Librettist.

## Leben
Apostolo Zeno entstammte einer der älteren venezianischen Adelsfamilien. Seine Mutter Caterina Sevastò stammte aus Candia, der Hauptstadt des venezianischen Kreta. Sie heiratete später Pier Antonio Cornaro. Später lebte Apostolo bei dem Schwager seiner Mutter und Bischof von Capodistria. Er reüssierte als Dichter, lehnte jedoch alle Angebote ab, bei Hof zu dichten, sondern blieb in Venedig.
Zeno befasste sich intensiv mit Geschichte, Philologie und Münzkunde und war Mitbegründer der Accademia degli Animosi (1691), die sich die Wiederherstellung des „guten Geschmacks“ zum Ziel setzte. Mit seinem Bruder Pier Caterino Zeno sowie mit Scipione Maffei und Antonio Vallisneri gründete er 1710 unter dem Titel Giornale de’ letterati d’Italia die erste kritische Literaturzeitschrift Italiens. Daneben schrieb er ab 1696 Opernlibretti für Venedig, Mailand und Pratolino, z. T. in Zusammenarbeit mit Pietro Pariati. Obwohl diese Werke einen großen Teil seines Schaffens ausmachen und immer wieder neu vertont wurden, hielt er selbst sie für sekundär, da er sich von der Notwendigkeit, das Publikum unterhalten zu müssen, zu sehr eingeengt fühlte und lieber moralische Ziele verfolgte.
1718 ging Zeno als Hofdichter und -historiker nach Wien, wo er als Librettist erneut mit Pariati zusammenarbeitete und sich als Gelehrter um die kaiserlichen Münzsammlungen kümmerte. Von Kaiser Karl VI. wurde er stark protegiert und zum Historiographen ernannt. 1722 wurde er in die Accademia della Crusca in Florenz aufgenommen. Für den Wiener Hof erwarb er eine Reihe griechischer Manuskripte. Auch veranlasste er, dass die  1722 im siebenbürgischen Weißenburg entdeckten römischen Monumente nach Wien verbracht und in die Wände des Haupteingangs der Hofbibliothek eingemauert wurden.
Als 1729 Pietro Metastasio zum Hofdichter berufen wurde, kehrte Zeno nach Venedig zurück und widmete sich fortan nur noch der Münzkunde. Seine bedeutende Münzsammlung wurde ab 1955 in Wien versteigert; den Auktionskatalog erstellte der österreichische Numismatiker Robert Göbl.
Zenos dramatische Werke umfassen 60 Stücke in zehn Bänden, die 1744 in Venedig publiziert wurden, dann 1795 in Turin in zwölf Bänden. Eine deutsche Ausgabe von 17 seiner Werke erschien 1758 in Augsburg. Zeno bemühte sich, das musikalische Drama im Sinne der klassischen französischen Tragödie des 17. Jahrhunderts zu reformieren. Neben Opern wie Gli inganni felici (1695), Merope (1712) und Ifigenia in Aulide (1718) verfasste er von 1719 bis 1737 insgesamt 17 Oratorien biblischen Inhalts wie Giuseppe, Gionata und Ezechia.
Bedeutend war Zeno auch als Literarhistoriker, Kritiker und Bibliograph. Von seinen zahlreichen hierher gehörigen Arbeiten sind besonders zu erwähnen die Dissertazioni istorico-critiche e letterarie agli istorici italiani (2 Bde., Venedig 1752/53), das Compendio del vocabolario della Crusca (2 Bde., Venedig 1705; 6 Bde., ebd. 1741–45), die Notizie letterarie intorno a’ Manuzj (vor der Ausgabe von Aldus’ Übersetzung von Ciceros Briefen, 2 Bde., Venedig 1736) sowie die von ihm verfassten Lebensbeschreibungen vor den Ausgaben verschiedener italienischer Schriftsteller wie Paruta, Davila, Redi u. a. Außerdem edierte er eine Ausgabe von Giusto Fontaninis Biblioteca dell’eloquenza italiana (2 Bde., Venedig 1753).
1894 wurde in Wien-Meidling die Zenogasse nach ihm benannt.

## Dramatischer Stil
Zeno strebte einen gehobenen, würdevollen Stil unter Beachtung der drei Aristotelischen Einheiten an. Seine Stücke sollten im Zuschauer Mitleid und Schrecken erregen und ihn dadurch moralisch läutern. In seinen frühen Werken finden sich noch komische Elemente, die er aber später immer mehr zurückdrängte. Mythologische Themen bearbeitete er eher selten; er bevorzugte historische und exotische Stoffe, wobei er stets genau seine Quellen angab.

## Werke (Auswahl)

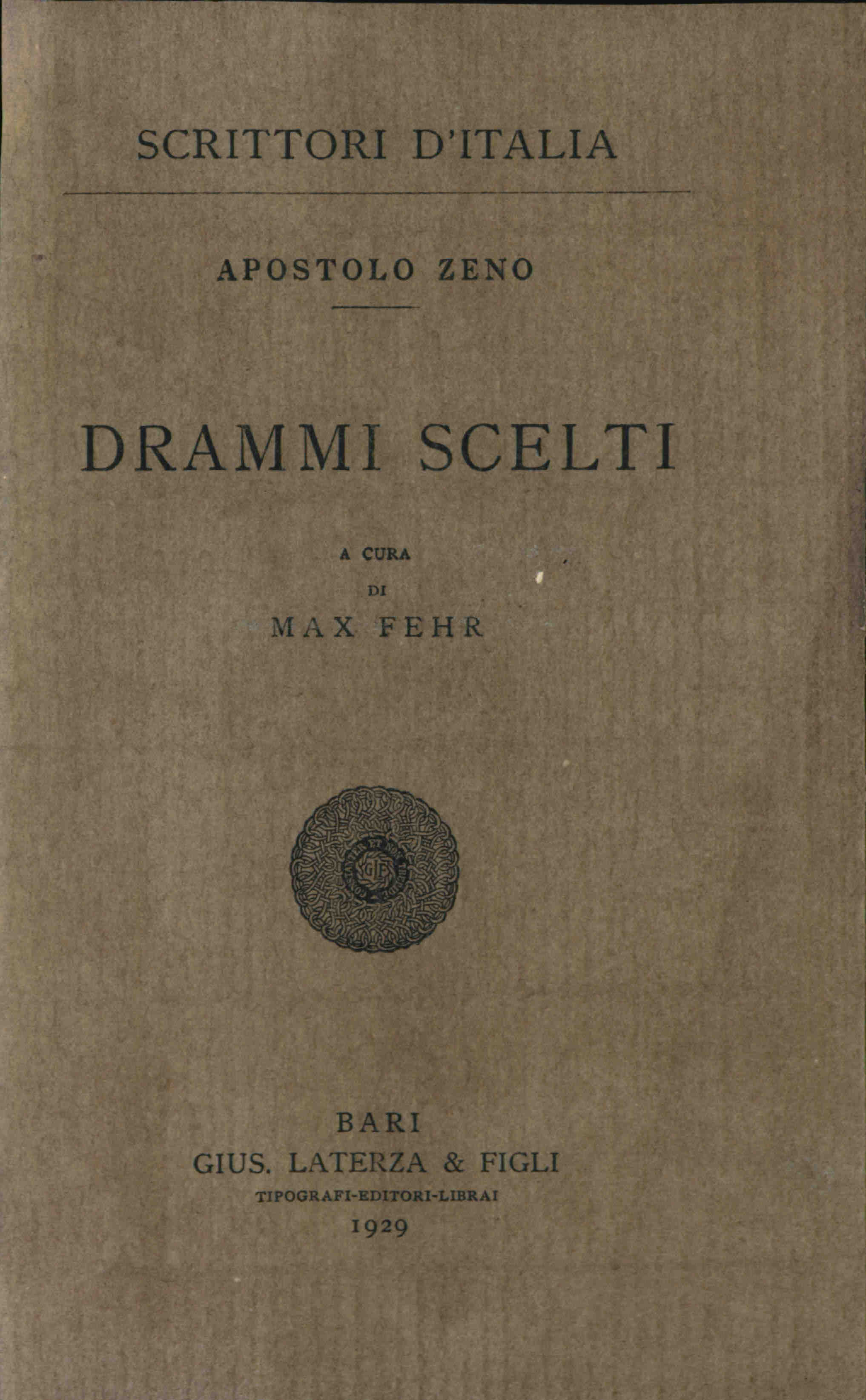
Drammi scelti

- Eumene (1697), vertont u. a. von Francesco Gasparini, Nicola Antonio Porpora, Tomaso Albinoni und Niccolò Jommelli
- Lucio Vero (1700), vertont u. a. von Tomaso Albinoni, Francesco Gasparini, Baldassare Galuppi, Niccolò Jommelli und Tommaso Traetta sowie in Bearbeitung von Christoph Graupner (→ Berenice und Lucilla, 1712)
- Griselda (1701), vertont u. a. von Antonio Pollarolo, Tomaso Albinoni, Luca Antonio Predieri, Alessandro Scarlatti (→ Griselda, 1721) und Antonio Vivaldi (→ Griselda, 1735)
- Venceslao (1703), vertont u. a. von Carlo Francesco Pollarolo, Antonio Caldara und Baldassare Galuppi sowie als Pasticcio von Georg Friedrich Händel (→ Venceslao, 1731)
- Teuzzone (1706), vertont u. a. von Antonio Lotti, Giuseppe Maria Orlandini, Antonio Vivaldi (→ Teuzzone, 1718), Geminiano Giacomelli und Giuseppe Nicolini
- L’amor generoso (1707), vertont u. a. von Francesco Gasparini, Antonio Vivaldi und Baldassare Galuppi
- Flavio Anicio Olibrio (mit Pietro Pariati, 1708), vertont u. a. von Francesco Gasparini, Nicola Antonio Porpora und Niccolò Jommelli
- Merope (1712), vertont u. a. von Francesco Gasparini, Luca Antonio Predieri, Antonio Vivaldi (→ L’oracolo in Messenia, 1737), Niccolò Jommelli, Florian Leopold Gassmann und Tommaso Traetta
- Alessandro Severo (1716), vertont u. a. von Antonio Lotti, Francesco Mancini, Domenico Sarro, Andrea Bernasconi und Antonio Sacchini sowie in Bearbeitung von Giovanni Battista Pergolesi (→ La Salustia, 1732) und als Pasticcio von Georg Friedrich Händel (→ Alessandro Severo, 1738)
- Lucio Papirio dittatore (1719), vertont u. a. von Antonio Caldara, Johann Adolph Hasse, Carl Heinrich Graun, Baldassare Galuppi, Giovanni Paisiello, Pasquale Anfossi und Luigi Cherubini sowie in Bearbeitung als Pasticcio von Georg Friedrich Händel (→ Lucio Papirio dittatore, 1732)
- Caio Fabrizio (1729), vertont u. a. von Antonio Caldara, Johann Adolph Hasse (→ Cajo Fabrizio, 1732) und Carl Heinrich Graun sowie in Bearbeitung als Pasticcio von Georg Friedrich Händel (→ Caio Fabbricio, 1733)